# Bernard Lagacé
Bernard Lagacé (* 21. November 1930 in Saint-Hyacinthe, Québec; † 11. Februar 2025) war ein kanadischer Organist, Cembalist und Musikpädagoge.

## Leben
Lagacé begann seine Ausbildung bei Conrad Letendre am Séminaire de St-Hyacinthe, wo er ab 1945 Organist war. Ab 1948 vertrat er an der Kirche St-Jean-Baptiste Raymond Daveluy, der sich zu der Zeit in Europa aufhielt; 1950 übernahm er dessen Stelle. In der Folgezeit studierte er Klavier bei Yvonne Hubert sowie Harmonielehre und Kontrapunkt bei Gabriel Cusson. Als Stipendiat der Provinzregierung von Québec setzte er seine Orgelausbildung 1954–55 in Paris bei André Marchal und danach in Wien bei Anton Heiller fort und nahm außerdem Cembalounterricht bei Isolde Ahlgrimm, Eta Harich-Schneider und Ruggiero Gerlin.
1957 kehrte er nach Montreal zurück, wo er bis 1978 am Conservatoire de musique du Québec unterrichtete, Außerdem gab er u. a. Sommerkurse am CAMMAC Music Centre, bei den Choate Music Seminars in Wallingford, Connecticut, am JMC Orford Art Centre, an der Académie d’été de St-Hubert in Belgium und an der Académie d’orgue de St-Dié in Frankreich. Unter anderem studierten bei ihm seine Frau Mireille und seine Tochter Geneviève Lagacè, Hélène Dugal, André Laberge, Lucien und Réjean Poirier, Luc Beauséjour, François Ménissier und Wilhelmina Tiemersma. Als Juror wirkte er an internationalen Orgelwettbewerben in England, Belgien, Frankreich, Irland und Kanada mit.
Ab 1966 war Lagacé Organist am Sanctuaire Marie-Reine-des-Coeurs in Montreal. Als Rezitalist trat er in Kanada (häufig bei der CBC), den USA und in Europa auf und nahm an vielen Festivals teil. Sein Repertoire umfasst die bedeutenden Werke der Orgelliteratur, vor allem gilt er aber als Experte für die Barockmusik, insbesondere von Johann Sebastian Bach, dessen gesamtes Orgelwerk er zweimal (1975–77 und 1987–89) in der Église de l’Immaculée Conception in Montreal aufführte.
Die Provinzregierung von Québec zeichnete ihn 1978 mit dem Prix Denise-Pelletier aus, 1989 erhielt er den Prix de musique Calixa-Lavallée. 1985 wurde er Member des Order of Canada. Der Kontrabassist Éric Lagacé ist sein Sohn.